# Качолота сірочуба
Качоло́та сірочуба (Pseudoseisura unirufa) — вид горобцеподібних птахів родини горнерових (Furnariidae). Мешкає в Південній Америці. Раніше вважалася конспецифічною з рудочубою качолотою.

## Опис

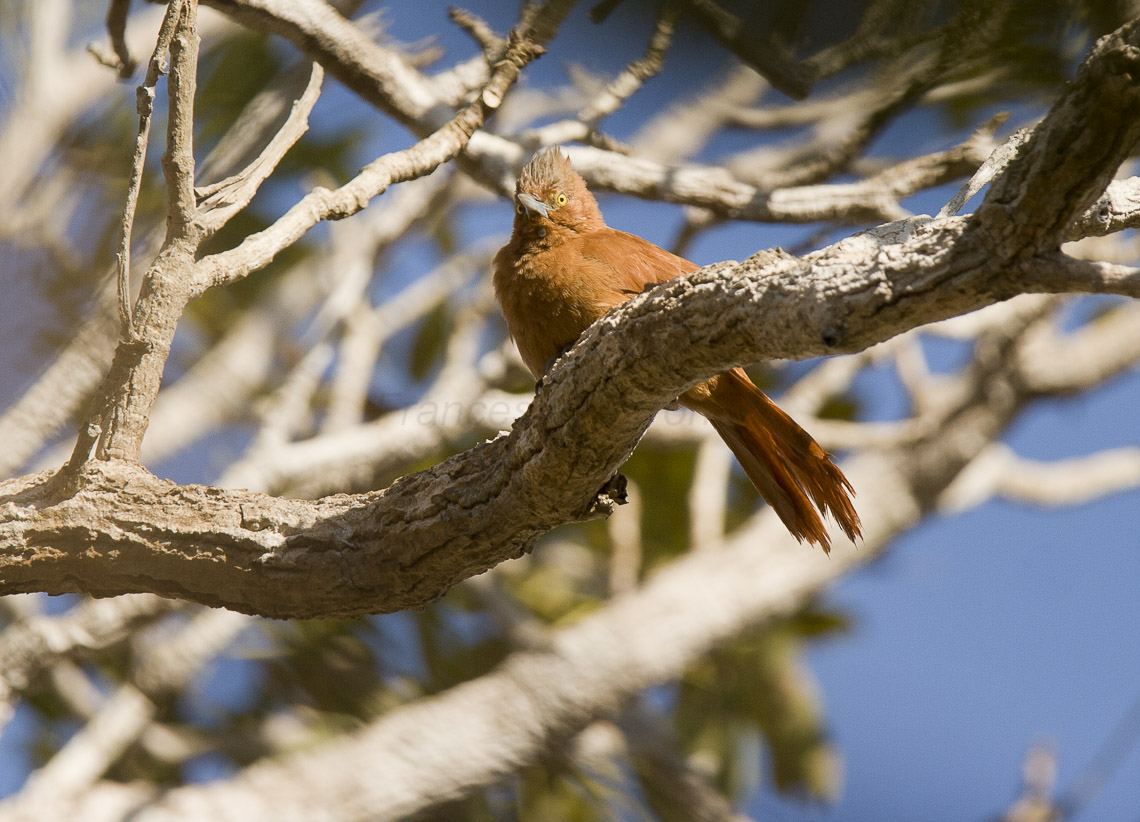
Сірочуба качолота

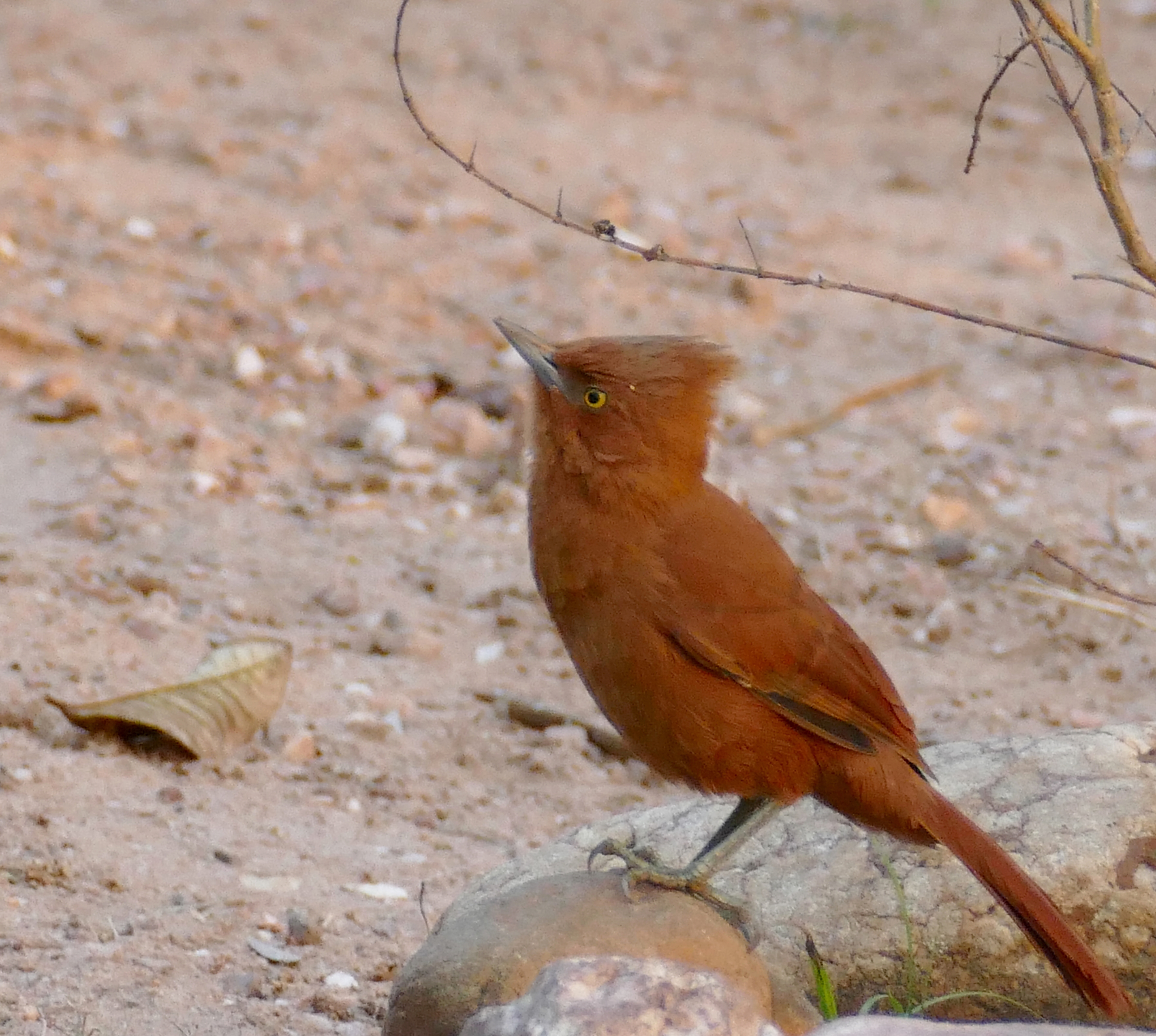
Сірочуба качолота

Довжина птаха становить 20-23 см, вага 40-55 г. Забарвлення майже повністю рудувато-каштанове, на тімені сіруватий чуб, який може ставати дибки. Дзьоб і лапи сірі, райдужки жовті.

## Поширення і екологія
Сірочубі качолоти поширені в регіоні Пантаналу, на крайньому південному сході Болівії, на південному заході Бразилії і півночі Парагваю, а також на північному сході Болівії. Вони живуть на болотах, на узліссях галерейних лісів, у вологих саванах. Зустрічаються на висоті від 300 до 500 м над рівнем моря.

## Поведінка
Сірочубі качолоти зустрічаються переважно парами. Вони живляться переважно комахами та іншими безхребетними, яких шукають на деревах, а також плодами і насінням. Іноді сірочубі качалоти можуть спускатися на землю, на якій вони доволі незграбно пересуваються стрибками. Вони можуть зустрічатся поблизу людських жител. Гніздяться на деревах. Гніздо велике, зроблене з гілок.